# Вольфганг Шранц
Вольфганг Шранц (нім. Wolfgang Schranz; нар. 18 березня 1976) — колишній австрійський тенісист.
Найвищу одиночну позицію світового рейтингу — 136 місце досяг 9 листопада 1998, парну — 376 місце — 30 липня 2001 року.

## Титули на челленджерах

### Одиночний розряд: (1)
| Ранг | Рік  | Турнір                 | Покриття | Суперник     | Рахунок  |
| ---- | ---- | ---------------------- | -------- | ------------ | -------- |
| 1.   | 1998 | Оберштауфен, Німеччина | Ґрунт    | Рогір Вассен | 6–4, 6–2 |